# No Doubt (No Doubt-album)
A No Doubt a No Doubt amerikai együttes bemutatkozó albuma, amelyet 1992-ben adtak ki.

## Számok
1. BND – 0:45
2. Let's Get Back (Dumont, Kanal, E. Stefani, G. Stefani) – 4:11
3. Ache (E. Stefani) – 3:48
4. Get on the Ball (E. Stefani, G. Stefani) – 3:32
5. Move On (Dumont, Kanal, E. Stefani, G. Stefani, Young) – 3:55
6. Sad for Me (E. Stefani, G. Stefani) – 1:59
7. Doormat (Kanal, E. Stefani, G. Stefani) – 2:26
8. Big City Train (Dumont, Kanal, E. Stefani, G. Stefani) – 3:56
9. Trapped in a Box (Dumont, Kanal, E. Stefani, G. Stefani) – 3:24
10. Sometimes (Dumont, Kanal, E. Stefani, G. Stefani) – 4:29
11. Sinking (E. Stefani) – 3:20
12. A Little Something Refreshing – 1:18
13. Paulina (E. Stefani, Gabriel "Papa Gallo" Gonzalez II, Chris Leal) – 2:30
14. Brand New Day (Kanal, E. Stefani) – 3:15

## Előadók
- Eric Carpenter – szaxofon
- Tom Dumont – gitár
- Don Hammerstedt – trombita
- Alex Henderson – harsona
- Tony Kanal – basszusgitár
- Eric Stefani – billentyűk, ének
- Gwen Stefani – vokál
- Adrian Young – ütőhangszer, dob

## Külső hivatkozások
- No Doubt Hivatalos honlap